# Salvadora Colodro
Salvadora Colodro (Granada, segunda década del siglo XVII) fue una poeta conocida por su poesía de temática religiosa.

## Obra
Se tienen escasos datos de su vida. Se le considera cierto estatus, al menos, medio al ser tratada como "doña" y ser vecina de Granada. Publicó como otras autoras en pliegos sueltos,  y, como ellas, revelaba el interés de las poetas por llegar a la imprenta y darse a conocer al tiempo que participaba en la vida pública a través de su poesía.
El romance titulado Afectos de un pecador arrepentido, hablando con un santo crucifixo a la hora de la muerte, fue publicado en 1663 en Granada en la Imprenta Real de Baltasar de Bolibar. El tema es un romance penitencial relacionado con los poemas del «pecador arrepentido a la hora de la muerte», que invitan a los lectores a ponerse en situación y a meditar sobre la muerte. Este tipo de poemas comenzó con la obra colectiva Avisos de la Muerte, recopilada por Luis Ramírez de Arellano en 1634, obra que conoció diecisiete ediciones. El título Afectos de un pecador arrepentido se generalizó  y se publicaron numerosos poemas de este tipo a lo largo del XVII. Ello explica que Colodro escriba en masculino aunque use la primera persona.
Posiblemente residiera en Madrid ya que participó en un certamen que tuvo lugar el 10 de junio de 1691 en el Convento Hospital de N.ª S.ª del Amor de Dios y Venerable Padre Antón Martín. Participó con un soneto, publicado junto a otros por Antonio de Sarabia en su obra Justa literaria en la canonización de San Juan de Dios, publicada en Madrid en 1692.
La difusión de su poesía está reflejada al constar su nombre en la biblioteca de Don Manuel de Piédrola y Dª Teresa de Olivares Raya, de Guadix.